# The Magnificent Tree
The Magnificent Tree es el tercer álbum de estudio de la banda belga Hooverphonic. Fue publicado el 26 de septiembre de 2000 a través de Columbia Records. El álbum fue su salto al estrellato internacional, en gran parte debido al sencillo «Mad About You» y su cambio a un sonido más influenciado por el pop.
Las grabaciones estuvieron marcadas por el costo de producción, llegando a unos 8 000 000 Franco belga, siendo uno de los álbumes más costosos en la historia de Bélgica, con la banda explicando que las primeras tres semanas de grabación fueron descartadas por «ir en la dirección incorrecta».

## Lista de canciones
Todas las canciones escritas y compuestas por Alex Callier, excepto donde se indique. 
| N.º   | Título                                         | Escritor(es)                             | Duración |  |
| 1.    | «Autoharp»                                     |                                          | 4:21     |  |
| 2.    | «Mad About You»                                |                                          | 3:43     |  |
| 3.    | «Waves»                                        |                                          | 4:01     |  |
| 4.    | «Jackie Cane»                                  | Callier · Cathy Dennis                   | 4:20     |  |
| 5.    | «The Magnificent Tree»                         | Callier · Geike Arnaert · Raymond Geerts | 3:55     |  |
| 6.    | «Vinegar & Salt»                               |                                          | 3:20     |  |
| 7.    | «Frosted Flake Wood»                           |                                          | 3:17     |  |
| 8.    | «Everytime We Live Together We Die a Bit More» |                                          | 3:35     |  |
| 9.    | «Out of Sight»                                 |                                          | 3:55     |  |
| 10.   | «Pink Fluffy Dinosaurs»                        | Callier · Arnaert                        | 3:50     |  |
| 11.   | «L'Odeur Animale»                              |                                          | 3:47     |  |
| 46:14 |                                                |                                          |          |  |

| Bonus tracks – Francia |                                |          |  |
| N.º                    | Título                         | Duración |  |
| 12.                    | «Out of Sight (Al Stone mix)»  | 3:51     |  |
| 13.                    | «Mad About You (FK vocal mix)» | 8:48     |  |
| 58:53                  |                                |          |  |

| CD Edición limitada – Bélgica |                                       |          |  |
| N.º                           | Título                                | Duración |  |
| 1.                            | «Visions»                             | 11:04    |  |
| 2.                            | «Mad About You (Llorca's Radio Shot)» | 4:24     |  |
| 3.                            | «Mad About You (Video)»               | 3:53     |  |
| 19:21                         |                                       |          |  |

## Posicionamiento en listas
| Listas (2000-01)                    | Mejor posición |
| ----------------------------------- | -------------- |
| Bélgica (Ultratop Flanders)         | 2              |
| Bélgica (Ultratop Wallonia)         | 3              |
| Estados Unidos (Heatseekers Albums) | 22             |
| Francia (SNEP)                      | 124            |
| Italia (FIMI)                       | 25             |

| Listas (2000)               | Posición |
| --------------------------- | -------- |
| Bélgica (Ultratop Flandes)  | 17       |
| Bélgica (Ultratop Wallonia) | 35       |

| Listas (2001)               | Posición |
| --------------------------- | -------- |
| Bélgica (Ultratop Flanders) | 14       |
| Bélgica (Ultratop Wallonia) | 65       |

| Listas (2002)               | Posición |
| --------------------------- | -------- |
| Bélgica (Ultratop Flanders) | 93       |

| Listas (2003)               | Posición |
| --------------------------- | -------- |
| Bélgica (Ultratop Flanders) | 36       |

## Certificaciones
| País (Certificador) | Certificación | Ventas certificadas |
| --- | ------------- | ------------------- |
| Bélgica (BEA) | 2× Platino    | 100 000*            |
| ^cifras de envíos basadas únicamente en la certificación xcifras no especificadas basadas únicamente en la certificación |               |                     |